# Claudia Marcella den Ældre
Claudia Marcella den Ældre (født på et tidspunkt før 40 f.Kr.) var den romerske kejser Augustus' ældste niece som ældste datter af hans søster Octavia den Yngre og hendes første mand Gaius Claudius Marcellus. Hun blev Augustus' fremmeste general Marcus Vipsanius Agrippas anden hustru og derefter hustru til Iullus Antonius, søn af Marcus Antonius.

## Biografi

### Tidlige liv
Marcella tilhørte den generation, hvis barndom var præget af volden under borgerkrigene i Den romerske republik. Hun var sandsynligvis sine forældres første barn, og fik selskab af sin bror Marcus Claudius Marcellus og søster Claudia Marcella den Yngre. Fra hendes mors andet ægteskab med Marcus Antonius kom hun også til at få to halvsøstre, Antonia den Ældre og Antonia den Yngre.

### Ægteskaber
Marcellas første kendte ægteskab var med Marcus Vipsanius Agrippa i 28 f.Kr. Hun var hans anden hustru. Augustus tildelte Agrippa den højeste hæder. Agrippa var en loyal hærfører for Octavian under hele borgerkrigen. Ægteskabet mellem Marcella og Agrippa blev sandsynligvis indgået på grund af det stærke bånd mellem de to mænd. Marcella gav Agrippa en forbindelse til en mægtig republikansk familie og til Augustus selv, for hun var Augustus' niece. Selvom Agrippa var ældre end Marcella og spartansk, ser det ud til at han var en god ægtemand for Marcella.
Marcella og Agrippa havde børn, men det er usikkert, hvor mange i alt og hvor mange af dem, der overlevede til voksenalderen. Det er sandsynligvis baseret på Svetons ord i Augustus, at de havde børn af begge køn. Der ser ud til at have været mindst én datter, der blev gift med Publius Quinctilius Varus, af nogle i eftertiden navngivet Vipsania Marcella, for at adskille hende fra sin fars andre døtre. Andre som f.eks. historikeren John Pollini mener også, at de fik mindst én søn sammen, som han identificerer som en ung dreng ved siden af Agrippa på Ara Pacis.
I 23 f.Kr. døde Marcellas bror, Marcus Claudius Marcellus, og efterlod dermed Marcellas kusine Julia den Ældre som enke. I 21 f.Kr. blev Agrippa skilt fra Marcella for at gifte sig med Julia, Augustus' datter. Efter at Marcella var blevet skilt fra Agrippa, tog Octavia den Yngre Marcella tilbage ind i sit hus. Octavia den Yngre fik Marcella gift med den senere konsul Iullus Antonius, den anden søn af Marcus Antonius fra ægteskabet med hans tredje hustru Fulvia, som var højt agtet af Augustus. Marcella fødte Iullus Antonius mindst en søn ved navn Lucius Antonius, de havde sandsynligvis også en anden søn, der kunne være død ung, ved navn Iullus og en datter ved navn Iulla Antonia. Lucius blev sendt til Marseille for at studere (ikke et officielt eksil) på et tidspunkt efter sin fars unåde. I 2 f.Kr. blev Iullus Antonius tvunget til at begå selvmord efter at være blevet fundet skyldig i at have været utro med Julia den Ældre.
Op til 1939 troede historikere, at Marcella ægtede en anden mand efter Iullus Antonius' død, nemlig den romerske senator og hendes fætter Sextus Appuleius, barnebarn af Octavia den Ældre, hendes mors ældre halvsøster, men det er i moderne tid blevet accepteret at dette ikke var tilfældet.

## Eftermæle
Marcelliopsis er en slægt af dækfrøede planter fra Afrika, der tilhører familien Amaranthaceae, som blev opkaldt efter hende.